# Дарт, Хэрриет
Хэрриет Дарт (англ. Harriet Dart; род. 28 июля 1996 года Великобритания) — британская теннисистка; финалистка одного турнира Большого шлема в смешанном парном разряде (Уимблдон-2021); член сборной Великобритании в Кубке Билли Джин Кинг.

## Общая информация
Дарт училась в Королевской школе в Хэмпстеде. Ее мать по профессии — учительница, а отец — землемер; есть сестра — Фиби.
Родители привели Хэрриет в теннис в возрасте семи лет.

## Спортивная карьера

### 2018
Британская спортсменка начала год, играя на соревнования ITF, где она вышла в финал на турнире в Германии и обыграла Каролину Мухову, тем самым выиграла свой первый титул 2018 года. Затем она вышла в финал турнира в Японии, но проиграла Веронике Кудерметовой. В Истборне она выиграла у Кристины Плишковой, а затем проиграла Анастасии Севастовой. На Уимблдоне она проиграла свой первый матч против бывшей первой ракетки мира Каролины Плишковой, хотя сумела взять один сет, а в первом сыграла тай-брейк. На турнире ITF в Норвегии она выиграла еще один титул в финале переиграв Паулу Бадосу.

### 2019
На Австралийских кортах Мельбурна она проиграла Марии Шараповой в первом круге, не выиграв ни одной партии. 30 марта Дарт и ее партнер по парному разряд Лесли Керхове выиграли финал Open de Seine-et-Marne против Сары Бет Грей и Эдены Сильвы. На Уимблдонском чемпионате 2019 года Дарт обыграла Кристину Макхейл и Беатрис Хаддад Майя, пройдя в третий раунд, где её соперницей стала Эшли Барти.
На Открытом чемпионате США проиграла румынке Ане Богдан в первом раунде в двух сетах.

## Итоговое место в рейтинге WTA по годам
| Год  | Одиночный рейтинг | Парный рейтинг |
| 2023 | 138               | 156            |
| 2022 | 98                | 120            |
| 2021 | 120               | 164            |
| 2020 | 150               | 177            |
| 2019 | 142               | 161            |
| 2018 | 153               | 113            |
| 2017 | 315               | 302            |
| 2016 | 338               | 403            |
| 2015 | 385               | 348            |
| 2014 | 532               | 470            |
| 2013 | 1 019             | 1 016          |
| 2012 | 942               |                |

## Выступления на турнирах

### Финалы турнировWTAв парном разряде (4)

#### Поражения (4)
| Легенда:                   |
| -------------------------- |
| Турниры Большого шлема (0) |
| Олимпиада (0)              |
| Итоговый турнир WTA (0)    |
| WTA 1000 Mandatory (0)     |
| WTA 1000 (0)               |
| WTA 500 (0)                |
| WTA 250 (0)                |

| №  | Дата            | Турнир                        | Покрытие   | Партнёрша          | Соперницы в финале              | Счёт              |
| 1. | 27 августа 2022 | Гранби, Канада                | Хард       | Розали ван дер Хук | Алисия Барнетт Оливия Николлс   | 7-5 3-6 [1-10]    |
| 2. | 18 июня 2023    | Ноттингем, Великобритания     | Трава      | Хезер Уотсон       | Ингрид Нил Ульрикке Эйкери      | 6-7(6) 7-5 [8-10] |
| 3. | 11 февраля 2024 | Клуж-Напока, Румыния          | Хард (зал) | Тереза Мигаликова  | Кэти Макнэлли Эйжа Мухаммад     | 3-6 4-6           |
| 4. | 16 июня 2024    | Ноттингем, Великобритания (2) | Трава      | Диан Парри         | Габриэла Дабровски Эрин Рутлифф | 7-5 3-6 [9-11]    |

### Финалы турниров Большого шлема в смешанном парном разряде (1)

#### Поражения (1)
| №  | Год  | Турнир   | Покрытие | Партнёр      | Соперники в финале         | Счёт       |
| 2. | 2021 | Уимблдон | Трава    | Джо Солсбери | Дезире Кравчик Нил Скупски | 2-6 6-7(1) |